# Estero Punitaqui
El estero Punitaqui o río Salala: 279  es un curso natural de agua de corto trayecto que nace en la cordillera de la Costa de la Región de Coquimbo, fluye en dirección general noroeste hasta desembocar en el río Limarí.

## Trayecto
El estero Punitaqui o Salala nace al oeste de la ciudad de Ovalle, pero al lado izquierdo del río Limarí. Corre casi paralelamente al último para después de un corto trayecto girar hacia el norte y desembocar en la ribera sur del Limarí.
El estero atraviesa la ciudad de Punitaqui.

## Caudal y régimen
La subcuenca del estero Punitaqui, desde su nacimiento hasta la confluencia con el río Limarí tiene un régimen claramente pluvial. Su hoya hidrográfica se encuentra a muy baja elevación, de manera que no recibe aportes nivales. Las mayores crecidas ocurren entre julio y septiembre. Entre diciembre y marzo se presentan caudales muy bajos debido a la inexistente influencia nival, los que no superan los 100 l/s en años normales. El trimestre que determina el período de estiaje está dado por los meses de diciembre, enero y febrero.: 63 

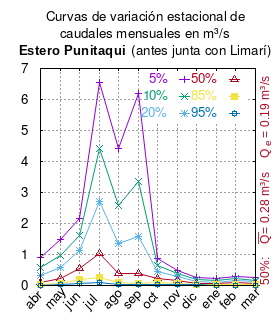
Curvas de variación estacional del estero Punitaqui antes de junta con el río Limarí.

Para obtener los datos completos de esta estación se debió corelacionar sus resultados con una estación fluviométrica de una cuenca vecina, la estación estero Camisas en desembocadura de la cuenca del río Choapa, la cual presenta un comportamiento similar.: 21 
El caudal del río (en un lugar fijo) varía en el tiempo, por lo que existen varias formas de representarlo. Una de ellas son las curvas de variación estacional que, tras largos periodos de mediciones, predicen estadísticamente el caudal mínimo que lleva el río con una probabilidad dada, llamada probabilidad de excedencia. La curva de color rojo ocre (con {\displaystyle {\color {Red}\vartriangle }}) muestra los caudales mensuales con probabilidad de excedencia de un 50 %. Esto quiere decir que ese mes se han medido igual cantidad de caudales mayores que caudales menores a esa cantidad. Eso es la mediana (estadística), que se denota Qe, de la serie de caudales de ese mes. La media (estadística) es el promedio matemático de los caudales de ese mes y se denota {\displaystyle {\overline {Q}}}.
Una vez calculados para cada mes, ambos valores son calculados para todo el año y pueden ser leídos en la columna vertical al lado derecho del diagrama. El significado de la probabilidad de excedencia del 5 % es que, estadísticamente, el caudal es mayor solo una vez cada 20 años, el de 10 % una vez cada 10 años, el de 20 % una vez cada 5 años, el de 85 % quince veces cada 16 años y la de 95 % diecisiete veces cada 18 años. Dicho de otra forma, el 5 % es el caudal de años extremadamente lluviosos, el 95 % es el caudal de años extremadamente secos. De la estación de las crecidas puede deducirse si el caudal depende de las lluvias (mayo-julio) o del derretimiento de las nieves (septiembre-enero).

## Historia
Francisco Solano Asta-Buruaga y Cienfuegos escribió en 1899 en su obra póstuma Diccionario Geográfico de la República de Chile sobre el río:
Salala.-—Llanos calmos del departamento de Ovalle que se extienden á pocos kilómetros hacia el sudoeste de la capital y á la banda austral ó izquierda del río Limarí, quedando entremedios de los pueblos de Barraza y San Julián de este departamento y el pico de Punitaqui, y limitándolos por el occidente una quebrada que recoge los derrames ó aguas vertientes de las inmediaciones de ese pico y las lleva hasta el Limarí donde termina muy poco más abajo de Barraza. Estos llanos son algo estériles por falta de agua, pero en años de lluvias en esta región se cubren de abundantes pastos.
Luis Risopatrón escribre sobre el lugar homónimo Diccionario:
Punitaqui.-—Aldea del departamento de Ovalle situada por los 30º 55' Lat. y 71° 22' Lon., á unos 38 kilómetros al S. de su capital. Inmediato al NO. se levanta á 1,215 metros de altitud un hermoso y puntiagudo espigón, llamado pico de Punitaqui, que se liga con los cerros medianos de sus contornos, entre los que se abre una quebrada hacia cuyo extremo inferior yace la población. Consta ésta de casas sencillas y contiene una iglesia, dos escuelas gratuitas, oficinas de correo y de registro civil y una población de 1620 habitantes; es también asiento de municipio que comprende el territorio de las subdelegaciones de su título, Barraza, San Julián y Chimba. Trae su origen de antiguos placeres de oro que se beneficiaban en la quebrada de su asiento, pero principalmente desde el descubrimiento de las ricas vetas de azogue que, en septiembre de 1785, hizo en ella un minero de la localidad, Don Antonio Contador. La explotación de estas minas se hizo primero con la intervención del gobierno colonial, y en tiempos posteriores por empresas particulares con intermisiones largas y resultados varios. El nombre se forma de las voces del idioma quichua puna, altura fría, y thaqui, senda; esto es: camino de cuesta, por el que sube la quebrada.

## Población, economía y ecología
Las aguas del estero Punitaqui tienen una alta concentración de sales.: 281 